# خانه‌ای در پایان جاده
خانه‌ای در پایان جاده (انگلیسی: House at the End of the Street) یک فیلم در ژانر ترسناک و مهیج به کارگردانی مارک تاندرای است که در سال ۲۰۱۲ منتشر شد.

## بازیگران
- جنیفر لارنس
- مکس تیریوت
- گیل بیلاز
- الیزابت شو
- نولان جرارد فانک
- جوی تانر